# Fine dello zarismo
Lo scoppio della prima guerra mondiale rese palese a tutti la debolezza del regime dello zar Nicola II. L'entrata in guerra aveva dato adito a manifestazioni di unità nazionale e la difesa dei Serbi, quindi dell'identità slava, era stato il principale grido di battaglia.

## L'inizio della guerra
Nell'estate del 1914 la Duma e gli zemstva espressero  appoggio alla politica del governo. All'inizio le operazioni di mobilitazione furono tranquille e ben ordinate e i successi dei primissimi giorni di guerra sembrarono indicare che la dura lezione subita dalla Russia durante la guerra russo-giapponese del 1905 era stata ben appresa.
Ma si trattò di un'illusione ben presto disillusa: se sul fronte austriaco, dove le differenze di armamento e preparazione erano minori, giocò a vantaggio della Russia la superiorità numerica, sul fronte tedesco questa non poté colmare il divario dovuto alla qualità delle armi e all'addestramento delle truppe e le sconfitte di Tannenberg e dei Laghi Masuri a fine agosto 1914 furono la conferma di questo stato di cose.
Ai disastri militari si unì l'incompetenza del governo costituito, per lo più, da appartenenti alla nobiltà terriera o burocratica interessati a difendere strenuamente i loro interessi di classe più che a fare gli interessi della collettività; questo portò una vasta parte dell'opinione pubblica russa ad allontanarsi dal consenso verso le scelte del regime.

## Il problema dei rifornimenti
Il controllo tedesco sul Mar Baltico e il controllo tedesco-ottomano sul Mar Nero isolarono la Russia dalla maggior parte dei rifornimenti esteri e anche dai potenziali mercati del prodotto interno. In più l'inadeguata preparazione della Russia alla guerra e una politica economica scarsamente efficiente produssero ulteriori gravi danni sia dal punto di vista economico che militare che degli approvvigionamenti.
Dopo le prime sconfitte, causate anche dalla mancanza di rifornimenti adeguati, venne formato il Comitato delle Industrie belliche allo scopo di assicurare la produzione e il trasporto di quanto era necessario per l'esercito, ma gli alti gradi dell'esercito litigarono con i civili, si appropriarono del controllo amministrativo delle aree del fronte e infine rifiutarono di collaborare con il comitato.
In aggiunta a questa situazione il governo centrale rimase diffidente verso le iniziative di supporto alla guerra che venivano organizzate dagli zemstvo e dalle città. La Duma, di orientamento conservatore, rimase sempre in disaccordo con la burocrazia governativa mentre i deputati del centro e del centro-sinistra formarono il Blocco Progressista rinnovando la richiesta di un governo veramente costituzionale.

## Rasputin
Dopo i rovesci militari del 1914 e 1915 lo zar Nicola II decise, contro il parere dei ministri, di prendere il comando diretto dell'esercito, e di trasferirsi allo Stato Maggiore di Mogilëv ("Stavka"). La gestione del potere nella capitale fu dunque presa dalla zarina Aleksandra Fëdorovna, la quale subiva nel contempo l'influenza di Rasputin, contadino e starec siberiano. Facendo perno sull'indole profondamente mistica della zarina, e sul dramma che quest'ultima affrontava di fronte all'emofilia dell'unico figlio maschio ed erede al trono, Aleksej, Rasputin esercitò una crescente partecipazione nelle questioni politiche del paese. Benché sulla loro vera influenza si sia molto dibattuto è indubbio che gli atteggiamenti di Aleksandra e di Rasputin minarono il prestigio del regime e la sua credibilità.

## La situazione interna nel 1916
Mentre il governo centrale era ostacolato dagli intrighi di corte lo sforzo bellico iniziò a causare agitazione tra gli strati popolari (si tenga conto che l'esercito era formato prevalentemente di contadini). Nel 1916 gli aumenti di prezzo dei generi alimentari e la mancanza di combustibile per riscaldarsi (legna, carbone) generarono scioperi e manifestazioni in molte città. Gli operai, che avevano conquistato il diritto di essere rappresentanti in una sezione del Comitato per l'industria bellica, iniziarono ad usare tali rappresentanze allo scopo di organizzare una politica di opposizione al regime. Anche le campagne cominciarono ad essere inquiete.
Tra la truppa divennero sempre più frequenti i casi di insubordinazione, in modo particolare tra le nuove reclute, tutte provenienti dalle campagne, che cominciarono a comprendere di essere destinate ad essere solamente carne da cannone in una guerra condotta in modo inetto.
Col passare dei mesi la situazione continuò a deteriorarsi sia sul fronte militare, dove nuove sconfitte portarono l'esercito tedesco all'interno dei confini russi, sia sul fronte interno dove l'instabilità sociale divenne altissima. Per tentare di modificare la situazione nella palude in cui si era trasformata la corte imperiale un gruppo di nobili, nel dicembre 1916, organizzò e portò a compimento l'eliminazione fisica di Rasputin. Ma ormai era troppo tardi e anche la scomparsa della mente oscura fece poca differenza.

## La crisi finale

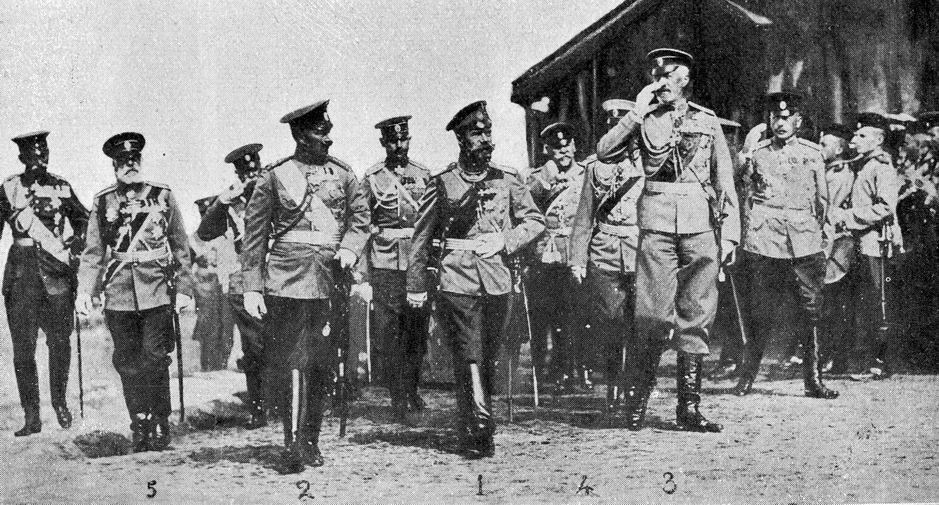
Il kaiser Guglielmo II e lo zar Nicola II.

Il conflitto interno tra la Duma e lo zar indebolì ulteriormente il governo aumentando l'impressione della sua inefficienza.

All'inizio del 1917 il penoso stato di abbandono delle ferrovie causò una grave carenza di combustibile e di viveri nelle città, situazione a cui seguirono ondate di scioperi. Il governo decise di far intervenire l'esercito per riportare l'ordine a Pietrogrado (come San Pietroburgo era stata ribattezzata nel 1914 allo scopo di slavizzare il suo nome).
Nel 1905, in una situazione simile ma molto meno grave, le truppe avevano sparato sui dimostranti salvando la monarchia, ma nel 1917 i soldati si unirono ai dimostranti contro il governo. Il supporto della maggioranza dell'opinione pubblica alla monarchia venne meno, ritenuta colpevole di aver condotto milioni di persone a morte certa in una guerra a cui la Russia partecipava impreparata e colpevole di privazioni e carestie ad essa connesse. Così dopo tre secoli di governo della dinastia Romanov finiva l'Impero russo.